# Rhaphidophora korthalsii
Rhaphidophora korthalsii är en kallaväxtart som beskrevs av Heinrich Wilhelm Schott. Rhaphidophora korthalsii ingår i släktet Rhaphidophora och familjen kallaväxter. Inga underarter finns listade.